# Nikuman
Le nikuman (肉まん), ou niku-manjū (肉饅頭, littéralement « manjū à la viande »), mot provenant du terme chinois ròu mántou chinois simplifié : 肉馒头 ; chinois traditionnel : 肉饅頭 ; pinyin : ròu mántou ; litt. « mántou à la viande », également appelé chūkaman (中華まん, littéralement : « brioche à la vapeur chinoise ») sont les noms japonais d'un plat chinois.

## Histoire et étymologie
Les documents écrits de la dynastie Song montrent que le terme baozi est utilisé pour les petits pains fourrés,. Avant la dynastie Song (960-1279), le mot mantou était utilisé pour les petits pains fourrés et non fourrés. Selon la légende, le baozi fourré est une variante de ont été inventés[pas clair] par le stratège militaire Zhuge Liang.

## Description
Il est originaire de la province du Shandong, en Chine, où il est classé dans les baozi (chinois : 包子, bāozi, japonais : パオズ (paozu)) et fait d'une pâte de farine de blé, remplie d'une farce cuisinée à base de porc haché et d'autres ingrédients. Il s'agit d'une sorte de brioche à la farce à base de porc, pouvant également comprendre différents éléments, tels que différentes sortes d'oignons, des lentins du chêne ou du gingembre. 
En Chine, on l'appelle plutôt ròu bāozi (chinois : 肉包子 ; litt. « baozi à la viande »). Dans ce même pays, ils sont cuits à la vapeur et sont vendus dans certaines boutiques spécialisées, restaurants et par des marchands ambulants dans la rue, toute l'année. Ceux-ci vendent généralement des variantes salées (viandes, légumes saumurés, etc.) et sucrées (crème d'azuki ou de soja, etc.). De la même façon, au Japon, les nikuman sont cuits à la vapeur, avec les mêmes recettes qu'en Chine et sont parfois également vendus dans la rue. Ils sont par contre vendus pendant les saisons froides, du début de l'hiver et jusqu'aux premiers beaux jours d'avril ; on trouve les chūkaman dans la plupart des étals, où ils sont gardés au chaud.

## Variantes
Une variante provenant du sud de la Chine, faite de viande, de saucisse et éventuellement d'œuf ou à la pâte sucrée est plus répandue dans les boutiques d'Asie du Sud-Est (généralement tenues par des expatriés chinois du Cambodge ou Viêt Nam, ayant migré en Europe pendant la guerre du Viêt Nam). Le pain est généralement plus ferme que dans la version du nord du pays.
On trouve comme autres variantes de chūkaman :
- butaman (豚まん?, littéralement « manjū au porc ») : très similaire au nikuman, ce nom est très répandu dans la région du Kansai ;
- gyuman (牛まん?, littéralement « manjū au bœuf ») : nikuman au bœuf ;
- anman (あんまん?) : préparé à base de haricots azuki (koshian ou tsubuan). On ajoute du lard et de l'huile de sésame pour augmenter la saveur. Cette brioche est très proche du doushabao chinois ;
- karēman (カレーまん?, littéralement « manjū au curry ») : des colorants alimentaires ou du curcuma sont ajoutés à la pâte pour lui donner une couleur jaune. Les ingrédients sont les mêmes que dans les brioches à la viande ;
- pizaman (ピザまん?, littéralement « manjū à la pizza ») : la pâte est de couleur orangée, rappelant la tomate. Les brioches sont fourrées à la sauce tomate et au fromage.